# Heinz Lehmann (Schachspieler)

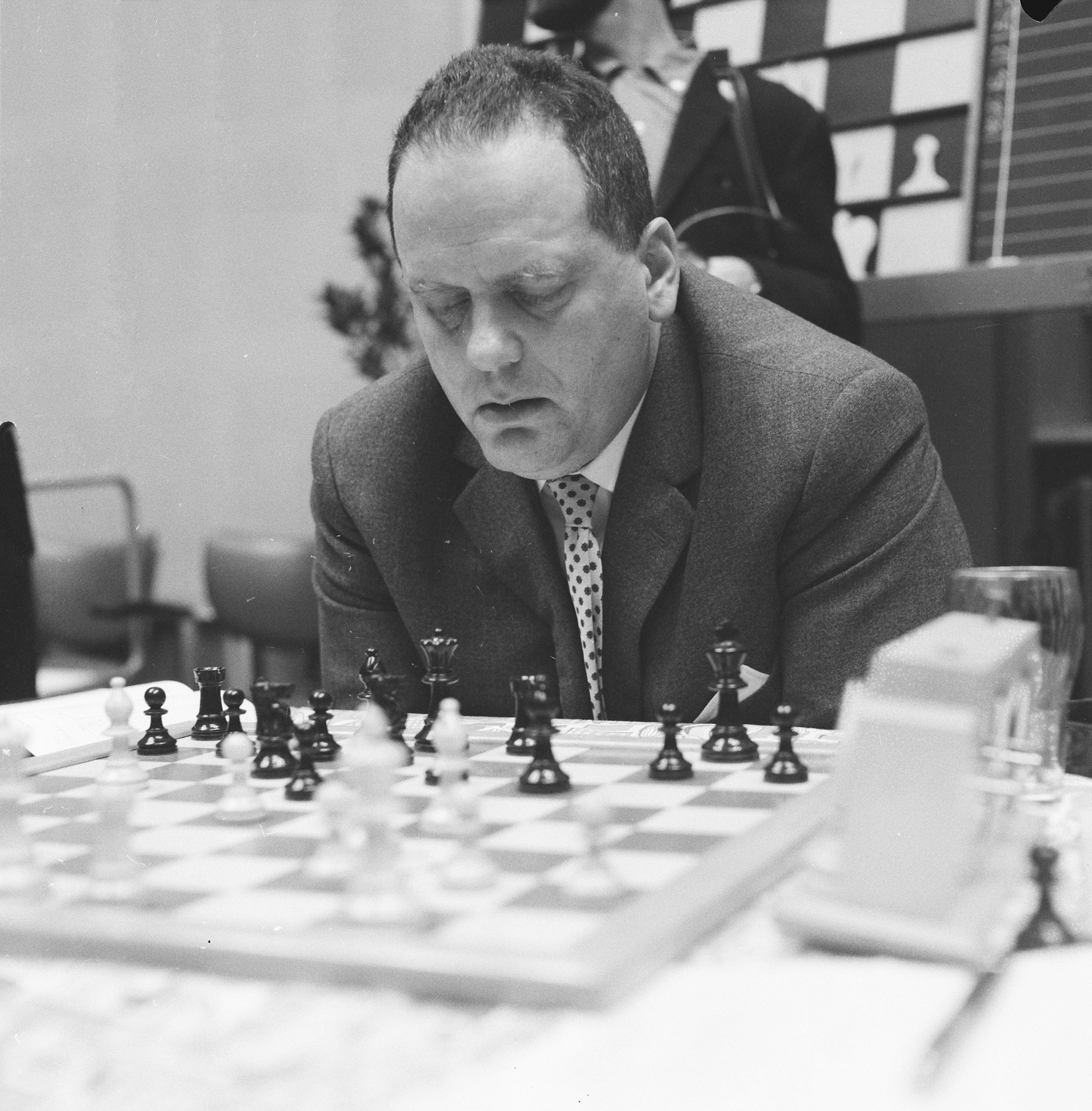
Lehmann (Hoogovens, 1966)

Heinz Gerhard Lehmann (* 20. Oktober 1921 in Königsberg; † 8. Juni 1995 in Berlin) war ein deutscher Schachspieler mit dem Titel Internationaler Meister.

## Privates
Lehmann studierte Jura und promovierte im Alter von 21 Jahren an der juristischen Fakultät der Universität Königsberg. Er arbeitete als Regierungsdirektor in Berlin. 1995 starb er in seiner Berliner Wohnung an Herzversagen.

## Schach
Lehmann gewann 1956 die Berliner Meisterschaft. Er spielte zunächst in den Berliner Vereinen Eckbauer und ab 1958 bei SK Zehlendorf. Später wechselte er zur SG Solingen, mit der er bis 1982 in der 1. Bundesliga spielte, 1974, 1975, 1980 und 1981 Deutscher Mannschaftsmeister wurde und 1976 den European Club Cup gewann. Zuletzt spielte er wieder für den SK Zehlendorf, mit dem er in den Spielzeiten 1985/86, 1987/88 und 1989/90 in der 1. Bundesliga spielte. In den 1950er und 1960er Jahren war er vielfacher Nationalspieler. So beteiligte er sich an den Schacholympiaden 1958 in München und 1960 in Leipzig sowie der Mannschaftseuropameisterschaft 1957. Viermal belegte er vordere Plätze bei einer deutschen Einzelmeisterschaft: Geteilter Vierter 1951 in Düsseldorf, geteilter Zweiter 1953 in Berlin, Dritter 1957 in Bad Neuenahr und Dritter 1959 in Nürnberg.
Er nahm auch an mehreren internationalen Turnieren teil, etwa 1965 in Havanna, wo er beim Capablanca-Gedenkturnier auf starke Meister traf. In den Jahren 1958 und 1975 gewann er Turniere auf Malta, Zweiter wurde er jeweils 1958 in San Benedetto und 1962 in Reggio Emilia. 1961 siegte er in Kiel und 1969 in Starý Smokovec.
Für seine Erfolge zeichnete ihn 1961 der Weltschachbund FIDE mit dem Titel Internationaler Meister aus. 1992 erhielt er noch den Titel Ehren-Großmeister.
Lehmanns letzte Elo-Zahl betrug 2285. Seine höchste historische Elo-Zahl vor Einführung der Elo-Zahlen betrug 2575 im Februar 1965.
Lehmann war ein Sammler und bekannt als Literaturkenner. Seine Sammlung umfasste mehr als 2000 Schachbücher.

## Veröffentlichungen
Lehmann bearbeitete oder übersetzte einige Schachwerke, beispielsweise
- Botwinnik: Der Schachwettkampf Botwinnik/Smyslow um die Weltmeisterschaft im Jahre 1954 in Moskau, 1957, deutsche Übersetzung von Heinz Lehmann
- Smyslow: Theorie der Turmendspiele, 1959, Löwenfisch, deutsche Übersetzung von Heinz Lehmann
- O’Kelly: 34mal Schachlogik: Eine umfassende Darstellung moderner Eröffnungsgedanken, 1964, deutsche Bearbeitung von Heinz Lehmann